# Pyrausta roseivestalis
Pyrausta roseivestalis là một loài bướm đêm trong họ Crambidae.